# Vladimir Stipetić
Vladimir Stipetić (Zagreb, 27. siječnja 1928. – Zagreb, 23. srpnja 2017.), hrvatski ekonomist i akademik.
Završio je Ekonomski fakultet (1951.), gdje je i doktorirao (1956.). Postdoktorski studij završio je 1957/8. u Oxfordu. Radio je na Radio Zagrebu (1952/3), u Ekonomskom institutu u Zagrebu (1953/5.), u Saveznom zavodu za privredno planiranje u Beogradu (1955/60), Ekonomskom fakultetu (1960/93) i Hotelijerskom fakultetu u Opatiji (1988-1995). Bio je gostujući profesor 1967/8. na Sveučilištima u SAD (Ames, Iova; Yale; Stanford), a predavao je i na mnogim europskima sveučilištima i institucijama. Bio je rektor Sveučilišta u Zagrebu (1986/9.) i član Izvršnog vijeća Sabora (1971/4.), te zastupnik u Saboru i Skupštini SFRJ (1974/8). Bio je predsjednik Jugoslavenske nacionalne komisije za FAO (1973/82.), te potpredsjednik Svjetskog prehrambenog savjeta UN (1978/81.) i njegov stalni član (1976/85.). Izabran je za dopisnog člana JAZU 1961. godine, a od 1973. godine redovni je član Hrvatske akademije znanosti i umjetnosti.

## Djela
Bavio se istraživačkim radom na području ekonomske teorije i ekonomske politike, prvenstveno ekonomske poljoprivrede. Objavio je brojne knjige, od kojih je desetak prevedeno na strane jezike (uključujući japanski i kineski). 
Najznačajnija djela:
- "Kretanje i tendencije u razvitku poljoprivredne proizvodnje Hrvatske" (Zagreb: Građa za gospodarsku povijest Hrvatske JAZU, sv. 7, 1959.) ;
- "Jugoslovensko tržište poljoprivrednih proizvoda (tražnja, ponuda, spoljna trgovina i cijene)" (Beograd: Zadružna knjiga, 1964.);
- "Poljoprivreda i privredni razvoj" (Zagreb: Informator, Ekonomska biblioteka, kolo V, 1-2, 1969; II. prošireno i dopunjeno izdanje, 1985.);
- "Međurepublički promet poljoprivrednih proizvoda u Jugoslaviji" (Beograd: Zavod za istraživanje tržišta (ZIT) i Privredni pregled, 1974. (koautori V. Milojković i B. Obradović));
- "Prijeti li glad? Naše i svjetske rezerve hrane do 1985. Svjetska prehrambena kriza i jugoslavenska agrarna politika" (Zagreb: Globus, 1976.);
- "Poljoprivreda u vanjskoj trgovini Jugoslavije 1953-1975" (u suradnji: P. Grahovac; Zagreb: Informator, 1977.);
- "Ekonomika Jugoslavije, Opći dio (koautor i kourednik), VII. izmijenjeno i dopunjeno izdanje" (Zagreb: Informator, 1984.;
- "Ekonomika Jugoslavije, Posebni dio, VII. izmijenjeno i dopunjeno izdanje" (Zagreb: Informator, 1988., reprintirano kao VIII. izdanje, Zagreb, 1990.);
- "Studije iz povijesti naše ekonomske misli" (Zagreb: "Zagreb", Samobor, 1989.);
- "Povijest hrvatske ekonomske misli, 1298-1847" (Zagreb: Golden Marketing, 2001.);
- "Povijesna demografija Hrvatske" (Zagreb-Dubrovnik: Zavod za povijesne znanosti HAZU u Dubrovniku, 2004. (koautor Nenad Vekarić)).